# Championnat du Rwanda de football 2014-2015
Navigation
Saison précédente Saison suivante
La saison 2014-2015 du Championnat du Rwanda de football est la soixante-quatrième édition du championnat de première division au Rwanda. Les quatorze meilleures équipes du pays sont regroupées au sein d’une poule unique où ils s’affrontent deux fois au cours de la saison, à domicile et à l’extérieur. En fin de saison, pour permettre le passage du championnat à seize clubs, seul le dernier du classement est relégué et remplacé par les trois meilleurs clubs de deuxième division.
C'est le tenant du titre, le club d’APR FC qui est à nouveau sacré cette saison après avoir terminé en tête du classement final, avec trois points d’avance sur l’AS Kigali et six sur Police FC. Il s’agit du quinzième titre de champion du Rwanda de l’histoire du club.

## Qualifications continentales
Le champion du Rwanda se qualifie pour la Ligue des champions de la CAF 2016 tandis que le vainqueur de la Coupe du Rwanda obtient son billet pour la Coupe de la confédération 2016.

## Les clubs participants
| - APR FC - Rayon Sports FC - Police FC - Kiyovu Sports Association - Mukura Victory Sports FC - AS Kigali - Isonga FC - Promu de D2 | - Espoir FC - Musanze FC - Amagaju FC - Marines FC - Sunrise FC - Promu de D2 - Gicumbi FC - Etincelles FC |

## Compétition
Le barème utilisé pour établir le classement est le suivant :
- Victoire : 3 points
- Match nul : 1 point
- Défaite : 0 point

### Classement
| Rang | Équipe                    | Pts | J  | G  | N  | P  | Bp | Bc | Diff |
| ---- | ------------------------- | --- | -- | -- | -- | -- | -- | -- | ---- |
| 1    | APR FCT                   | 52  | 26 | 15 | 7  | 4  | 43 | 18 | +25  |
| 2    | AS Kigali                 | 49  | 26 | 14 | 7  | 5  | 35 | 17 | +18  |
| 3    | Police FCC                | 46  | 26 | 12 | 10 | 4  | 30 | 16 | +14  |
| 4    | Sunrise FCP               | 40  | 26 | 10 | 10 | 6  | 25 | 17 | +8   |
| 5    | Rayon Sports FC           | 38  | 26 | 10 | 11 | 5  | 36 | 25 | +11  |
| 6    | Gicumbi FC                | 36  | 26 | 8  | 12 | 6  | 17 | 16 | +1   |
| 7    | Espoir FC                 | 34  | 26 | 9  | 7  | 10 | 14 | 20 | -6   |
| 8    | Amagaju FC                | 32  | 26 | 8  | 8  | 10 | 27 | 27 | 0    |
| 9    | Kiyovu Sports Association | 32  | 26 | 8  | 8  | 10 | 26 | 37 | -11  |
| 10   | Mukura Victory Sports FC  | 29  | 26 | 6  | 11 | 9  | 22 | 27 | -5   |
| 11   | Marines FC                | 29  | 26 | 7  | 8  | 11 | 21 | 28 | -7   |
| 12   | Musanze FC                | 28  | 26 | 7  | 7  | 12 | 14 | 19 | -5   |
| 13   | Etincelles FC             | 18  | 26 | 3  | 9  | 14 | 13 | 32 | -19  |
| 14   | Isonga FCP                | 18  | 26 | 3  | 9  | 14 | 14 | 38 | -24  |

|  | Qualification pour la Ligue des champions de la CAF 2016                |
|  | Qualification pour la Coupe de la confédération 2016                    |
|  | Relégation en deuxième division                                         |
|  | T : Tenant du titre C : Vainqueur de la Coupe du Rwanda P : Promu de D2 |

## Bilan de la saison
| Championnat du Rwanda de football 2014-2015 |                    |
| Champion                                    | APR FC (15e titre) |
| Coupes et trophées                          |                    |
| Vainqueur de la Coupe du Rwanda 2014-2015   | Police FC          |
| Qualifications continentales                |                    |
| Ligue des champions de la CAF 2016          | APR FC             |
| Coupe de la confédération 2016              | Police FC          |
| Promotions et relégations                   |                    |
| Promus en Première division                 | Rwamagana FC       |
| Promus en Première division                 | Bugesera FC        |
| Promus en Première division                 | AS Muhanga         |
| Relégués en Deuxième division               | Isonga FC          |